# Geranium papuanum
Espèce
Synonymes
Geranium potentilloides var. alpestre
Geranium papuanum est une espèce de plantes du genre Geranium et de la famille des Geraniaceae.
Geranium potentilloides var. alpestre est un synonyme.